# Ansgarskyrkan, Linköping
Ansgarskyrkan är en kyrka i stadsdelen Gottfridsberg i Linköping. Kyrkan tillhör Gottfridsbergs församling och Linköpings domkyrkopastorat. Församlingen avdelades från Domkyrkoförsamlingen 1 januari 2006. Församlingen samverkar med EFS missionsförening i Linköping som också äger kyrkan.

## Kyrkobyggnaden
Ansgarskyrkan byggdes och är invigd år 1970. Kyrkan är en samarbetskyrka mellan Svenska kyrkan och EFS. Vid kyrkans gavel finns en klockstapel, i vilken en kyrkklocka hänger i. Klockan är gjuten under 1970-talet av Bergholtz klockgjuteri. Den är upphängd i rak axel. 

## Orgel
Orgeln är byggd 1972 av Walter Thürs orgelbyggeri i Torshälla. Den är mekanisk och tidigare användes ett harmonium.
| Huvudverk I    | Svällverk II      | Pedal         | Koppel |
| Rörflöjt 8’    | Gedackt 8’        | Subbas 16’    | I/P    |
| Principal 4’   | Rörflöjt 4’       | Borduna 8’    | II/P   |
| Koppelflöjt 4’ | Principal 2’      | Kvintadena 4' | II/I   |
| Waldflöjt 2'   | Ters 1 3⁄5’       | Fagott 16'    |        |
| Mixtur 3 chor  | Nasat 1 1⁄3’      |               |        |
| Rörskalmeja 8’ | Crescendosvällare |               |        |